# Antonietta Cherchi
Maria Antonietta Pomesano Cherchi (* vor 1940) ist eine italienische Mikropaläontologin. Sie war Professorin an der Universität Cagliari, an der sie seit Anfang der 1960er Jahre ist.
Sie forscht über känozoische und mesozoische Mikrofossilien und speziell Foraminiferen. Einer ihrer Forschungsschwerpunkte ist das Tertiär von Sardinien, sie befasste sich aber auch mit der Conodonten-Biostratigraphie der Trias. Sie war am Deep Sea Drilling Project beteiligt und untersucht auch rezente Foraminiferen als Indikator für Umweltverschmutzung.
Sie ist korrespondierendes Mitglied der Paläontologischen Gesellschaft. 2000 bis 2003 war sie Präsidentin der italienischen paläontologischen Gesellschaft, in der sie seit 1963 Mitglied ist.

## Schriften
- Herausgeber: Autecology of selected fossil organisms: achievements and problems, Modena: Mucchi 1996
- Herausgeber mit Carlo Corradini: Crisi biologiche, radiazioni adattative e dinamica delle piattaforme carbonatiche : convegno di fine progetto nazionale di ricerca COFIN 97: Modena, 13-14 giugno 2000, Bologna 2000
- Herausgeber: Paleogeografia del Terziario sardo nell'ambito del Mediterraneo occidentale : Cagliari, 23–27 luglio 1973, Bologna 1974
- Micropaleontological researches in Sardinia: guidebook, 19th European Micropaleontological Colloquium, Sardinia, October 1–10, 1985, Agip 1985
- mit L. Montadert: The Oligo-Miocene rift of Sardinia and the early history of the West Mediterranean Basin. Nature, 298, 1982, 736–739.